# USS Bainbridge (DDG-96)
La USS Bainbridge (hull classification symbol DDG-96) è un cacciatorpediniere della Marina degli Stati Uniti appartenente alla classe Arleigh Burke. Il nome del cacciatorpediniere è dato in onore del commodoro William Bainbridge, comandante della fregata USS Constitution distinto durante la guerra anglo-americana nel 1812.

## Storia
La USS Bainbridge è nota soprattutto per aver partecipato all'operazione di salvataggio di Richard Phillips, capitano della nave portacontainer MV Maersk Alabama rapito da 4 pirati somali l'8 aprile 2009. Dopo che membri dell'equipaggio della nave catturata sono riusciti a riconquistare la nave, i pirati si ritirarono, prendendo in ostaggio Phillips a bordo di una scialuppa di salvataggio. La Bainbridge, al fianco della fregata USS Halyburton e della portaelicotteri USS Boxer, tentò di salvare l'ostaggio prima che la scialuppa raggiungesse la costa somala e il 12 aprile, dopo quattro giorni di negoziazioni, i cecchini appartenenti al DEVGRU dei Navy SEALs aprirono il fuoco sulla scialuppa uccidendo tre pirati e trassero in salvo il capitano Phillips, mentre Abduwali Muse, il capo dei pirati, venne invece catturato sulla Bainbridge e condannato a 33 anni di carcere per pirateria.
La storia di questo dirottamento, il primo avvenuto in 200 anni di storia navale americana, è stata documentata dal saggio del 2010 Il dovere di un capitano di Richard Phillips e dal film del 2013 Captain Phillips - Attacco in mare aperto, diretto da Paul Greengrass, con protagonista Tom Hanks nel ruolo di Phillips.